# Geoff Pierson

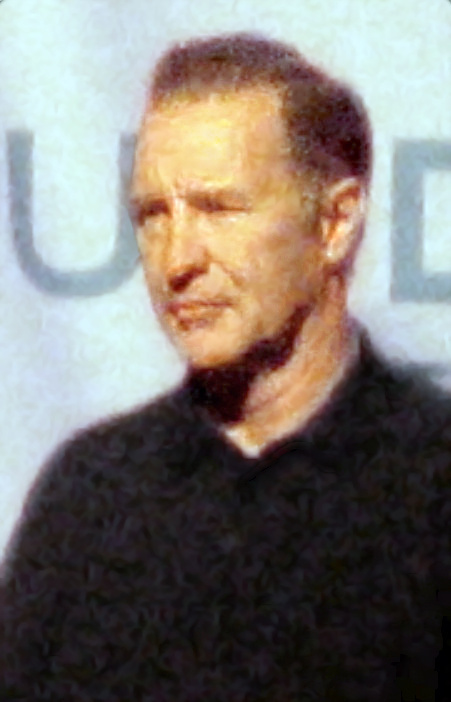
Geoff Pierson, 2006

Geoffrey „Geoff“ Pierson (* 16. Juni 1949 in Chicago, Illinois) ist ein US-amerikanischer Schauspieler.

## Leben
Nach dem Besuch der Fordham University in New York begann er eine Schauspielausbildung an der Yale School of Drama in New Haven. Seine Schauspielkarriere begann er 1976, noch vor dem Ende seiner Ausbildung, am Shady Land Summer Theatre in Marengo, Illinois. Später trat Pierson auch am Broadway und Off Broadway auf.
Ab 1980 war er in zahlreichen Film- und Fernsehproduktionen zu sehen. In der Fernsehserie Ryan's Hope übernahm Pierson 1984 eine Nebenrolle als charismatischer Politiker Frank Ryan und trat daraufhin vorwiegend in Gastauftritten verschiedener Fernsehserien in Erscheinung.
Eine größere Bekanntheit erlangte Pierson durch seine Rolle als Jack Malloy an der Seite der von Bobcat Goldthwait gesprochenen Figur des sarkastischen Plüschhasen Mr. Floppy in der Sitcom Auf schlimmer und ewig. In der Actionthriller-Fernsehserie 24 verkörperte er ab dem Jahr 2003 den US-Präsidenten John Keeler. Von 2006 bis 2013 übernahm er in der Fernsehserie Dexter die Rolle des Polizeichefs Tom Matthews. Unter der Regie von Clint Eastwood trat Pierson in dessen Filmen Der fremde Sohn (2008) und J. Edgar (2011) auf. Bobcat Goldthwait besetzte ihn 2010 in seiner schwarzen Komödie God Bless America. Von 2010 bis 2012 trat Pierson in der Fernsehserie Boardwalk Empire als Senator Walter Edge auf. 
Aus Piersons erster Ehe mit Catherine Daly von 1971 bis 1991 gingen drei Kinder hervor. Mit seiner zweiten Ehefrau Cali Timmins, mit der er seit 1997 verheiratet ist, hat er drei weitere Kinder.

## Filmografie
- 1980: The Mating Season (Fernsehfilm)
- 1981: Texas (Fernsehserie, 8 Episoden)
- 1983–1985: Ryan’s Hope (Fernsehserie, 15 Episoden)
- 1985: Der Equalizer (The Equalizer, Fernsehserie, 1 Episode)
- 1985–1986: Henderson (Search for Tomorrow, Fernsehserie)
- 1988: Necessary Parties (Fernsehfilm)
- 1988: Mutts (Kurzfilm)
- 1988: Eine schrecklich nette Familie (Married with Children, Fernsehserie, eine Folge)
- 1985, 1989: Kate & Allie (Fernsehserie, 2 Episoden)
- 1989: Zeit der Sehnsucht (Days of Our Lives, Fernsehserie, 1 Episode)
- 1990: Mord in schwarz/weiß (Murder in Black and White, Fernsehfilm)
- 1990: Spacecop L.A. (Alien Nation, Fernsehserie, 1 Episode)
- 1991, 1994: Law & Order (Fernsehserie, 2 Episoden)
- 1992: Another World: Bay City (Fernsehserie, 4 Episoden)
- 1993: Pete & Pete (The Adventures of Pete & Pete, Fernsehserie, 1 Episode)
- 1994: New York Undercover (Fernsehserie, 1 Episode)
- 1994: Party of Five (Fernsehserie, zwei Folgen)
- 1995: 25 Cents – Höre nie auf, dir etwas zu wünschen (Two Bits)
- 1997: Beaver ist los! (Leave It to Beaver)
- 1994–1998: Grace (Grace Under Fire, Fernsehserie, 30 Episoden)
- 1998: The Right Way
- 1995–1999: Auf schlimmer und ewig (Unhappily Ever After, Fernsehserie, 100 Episoden)
- 1999: Cosby (Fernsehserie, 1 Episode)
- 2000: Popular (Fernsehserie, 2 Episoden)
- 2001: Lady Cops – Knallhart weiblich (The Division, Fernsehserie, 1 Episode)
- 2001: Becker (Fernsehserie, 1 Episode)
- 2000–2001: Nash Bridges (Fernsehserie, 3 Episoden)
- 2001: Friends (Fernsehserie, 1 Episode)
- 2001: Im Fadenkreuz – Allein gegen alle (Behind Enemy Lines)
- 2001: Sabrina – Total Verhext! (Sabrina, the Teenage Witch, Fernsehserie, 2 Episoden)
- 2002: Snake Zone – Straße ins Jenseits / Virus Outbreak – Die Biowaffe (Venomous)
- 2002: That ‘80s Show (Fernsehserie, 13 Episoden)
- 2003: The District – Einsatz in Washington (The District, Fernsehserie, 1 Episode)
- 2003: Ein Hauch von Himmel (Touched by an Angel, Fernsehserie, 1 Episode)
- 2003: The O’Keefes (Fernsehserie)
- 2003: Ein Witzbold namens Carey (The Drew Carey Show, Fernsehserie, 1 Episode)
- 2002–2003: The West Wing – Im Zentrum der Macht (The West Wing, Fernsehserie, 3 Episoden)
- 2003: Windy City Heat (Fernsehfilm)
- 2003: Remembering Charlie (Fernsehfilm)
- 2004: Spartan
- 2004: Monk (Fernsehserie, 1 Episode)
- 2005: Deal (Kurzfilm)
- 2005: New York Cops – NYPD Blue (Fernsehserie, 1 Episode)
- 2005: Eyes (Fernsehserie, 1 Episode)
- 2003–2005: 24 (Fernsehserie, 18 Episoden)
- 2005: Desperate Housewives (Fernsehserie, 1 Episode)
- 2005: Der Poseidon Anschlag (The Poseidon Adventure, Fernsehfilm)
- 2005: Veronica Mars (Fernsehserie, 2 Episoden)
- 2006: Stay
- 2006: Criminal Minds (Fernsehserie, 1 Episode)
- 2006: Navy CIS (NCIS, Fernsehserie, 1 Episode)
- 2007: The Valley of Light (Fernsehfilm)
- 2007: Dragon Wars (D-War)
- 2007: Numbers – Die Logik des Verbrechens (Numb3rs, Fernsehserie, 1 Episode)
- 2007: Rache – Vergeltung hat ihren Preis (Already Dead)
- 2006–2013: Dexter (Fernsehserie, 43 Episoden)
- 2008, 2011: Rules of Engagement (Fernsehserie, 2 Episoden)
- 2008: A Line in the Sand
- 2008: Medium – Nichts bleibt verborgen (Medium, Fernsehserie, 1 Episode)
- 2008: Der fremde Sohn (Changeling)
- 2005–2008: Rodney (Fernsehserie, 3 Episoden)
- 2008: Get Smart
- 2008: It’s Always Sunny in Philadelphia (Fernsehserie, 1 Episode)
- 2008–2009: Life (Fernsehserie, 2 Episoden)
- 2009: World’s Greatest Dad
- 2009: The Mentalist (Fernsehserie, 1 Episode)
- 2009: Better Off Ted – Die Chaos AG (Better off Ted, Fernsehserie, 1 Episode)
- 2010: Fringe – Grenzfälle des FBI (Fernsehserie, 1 Episode)
- 2010–2012: Boardwalk Empire (Fernsehserie, 4 Episoden)
- 2011–2014: Castle (Fernsehserie, 6 Episoden)
- 2011: Die Atlas Trilogie – Wer ist John Galt? (Atlas Shrugged: Part I)
- 2011: Fremd Fischen (Something Borrowed)
- 2011: God Bless America
- 2011: J. Edgar
- 2011: Jack und Jill (Jack and Jill)
- 2011: Revenge (Fernsehserie, 1 Episode)
- 2012: Brothers-In-Law (Fernsehfilm)
- 2012: The Firm (Fernsehserie, 4 Episoden)
- 2014: Suburgatory (Fernsehserie, 1 Episode)
- 2014: Enlisted (Fernsehserie, 1 Episode)
- 2014: Kirstie (Fernsehserie, 1 Episode)
- 2014: Revenge of the Green Dragons
- 2014: Das Glück an meiner Seite (You’re Not You)
- 2014: The Exes (Fernsehserie, Episode 4x18)
- 2015: The Brink – Die Welt am Abgrund (The Brink, Fernsehserie, zehn Episoden)
- 2017–2018: Designated Survivor (Fernsehserie, 12 Episoden)
- 2018: Homeland (Fernsehserie, Episode 7x12)
- 2019: Veep – Die Vizepräsidentin (Veep, Fernsehserie, Episode 7x02)
- 2020: The Wrong Missy
- 2023: Fear the Night

## Theatrografie
- 1978: Wings (Joseph Papp Public Theater / Newman Theater, New York City)
- 1980: Tricks of the Trade (Brooks Atkinson Theatre, New York City)
- 1981–1982: Playing with Fire (Roundabout Stage I, 23rd Street Theater, New York City)
- 1985: Crossing Delancey (Jewish Repertory Theatre, New York City)